# Vittorio Valletta
Vittorio Valletta (28 de julio de 1883-10 de agosto de 1967) fue un empresario italiano.
Fue presidente del Grupo Fiat de 1945 a 1966.